# Hohentengen (Herbertingen)
Hohentengen (Herbertingen) é um município localizado no distrito de Sigmaringen, em Baden-Württemberg, Alemanha.